# Reloj solar Multicaja-Zaragoza

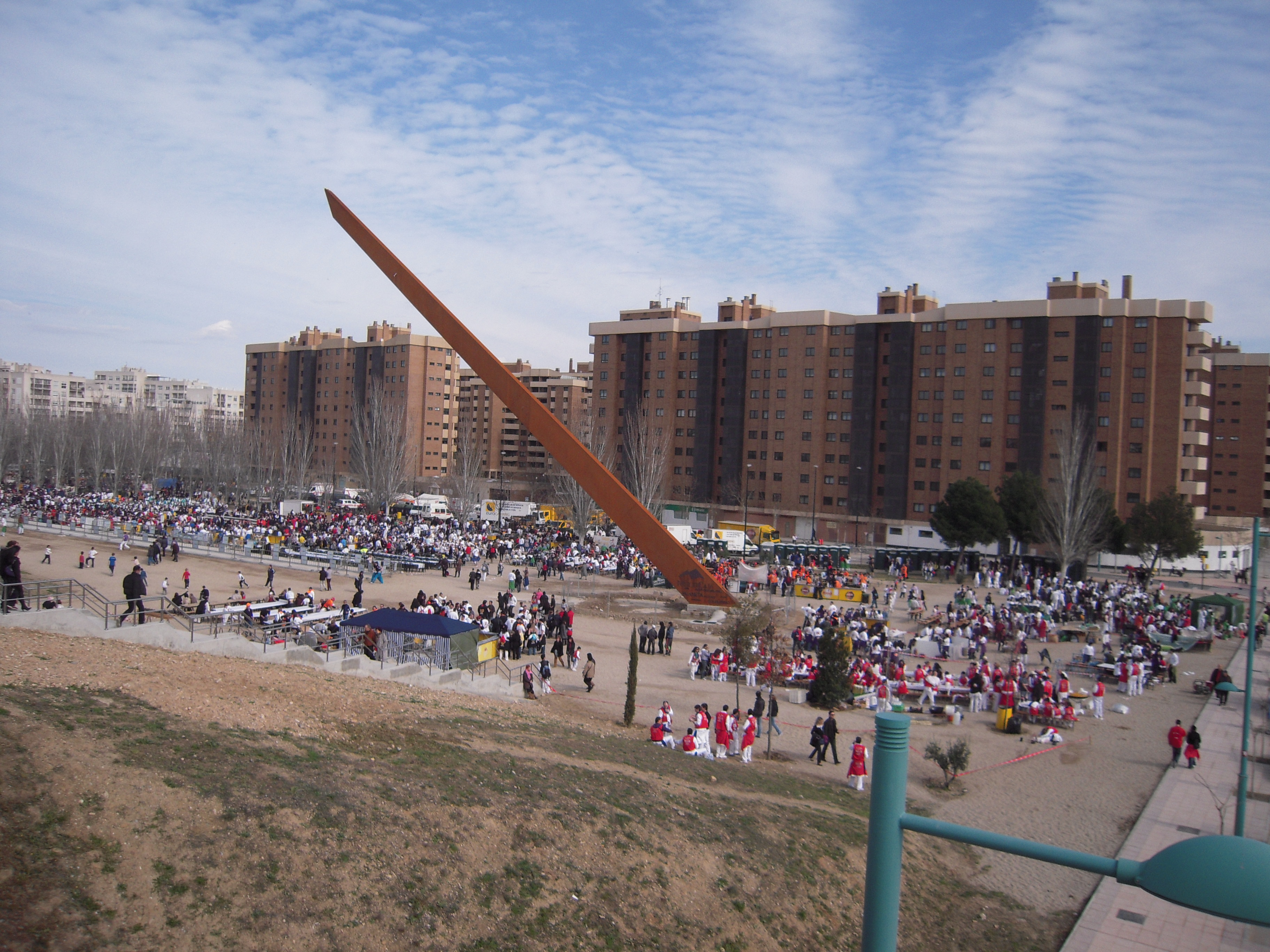
Celebración de la 'cincomarzada' junto al reloj.

El Reloj solar Multicaja-Zaragoza es un dispositivo solar situado en la ciudad de Zaragoza, España.
Se trata de un reloj horizontal que se compone de un gnomon, que es un mástil que proyecta la sombra, y un dial horizontal en forma de arco y empotrado en el pavimento circundante.
El gnomon tiene una longitud de 46 metros de largo, alcanzando una altura de 30,343 metros en su extremo. Está construido en acero autopatinable, tipo CORTEN. Era el mayor reloj de sol horizontal del mundo en 2011.

## Historia
En la segunda mitad de 2006 Juan Antonio Ros Lasierra (ingeniero de Caminos, pintor, escultor y poeta) gestó la idea de crear el reloj solar más grande del mundo. En mayo de 2008 se concretó la idea en una propuesta. De mayo a noviembre de 2008 se elaboró el proyecto técnico, astronómico y artístico, se implicó a Multicaja y se tuvieron contactos con el Ayuntamiento de Zaragoza.
En enero de 2009 se llegó a un acuerdo entre el Ayuntamiento de Zaragoza y Multicaja. El 28 de mayo de 2009 se firmó el convenio para la creación del Reloj Solar. Del 30 de octubre de 2009 al 3 de noviembre de 2009 se instaló el gran gnomon del reloj solar.
En el verano de 2011 se creó el dial horario.

## Precisión

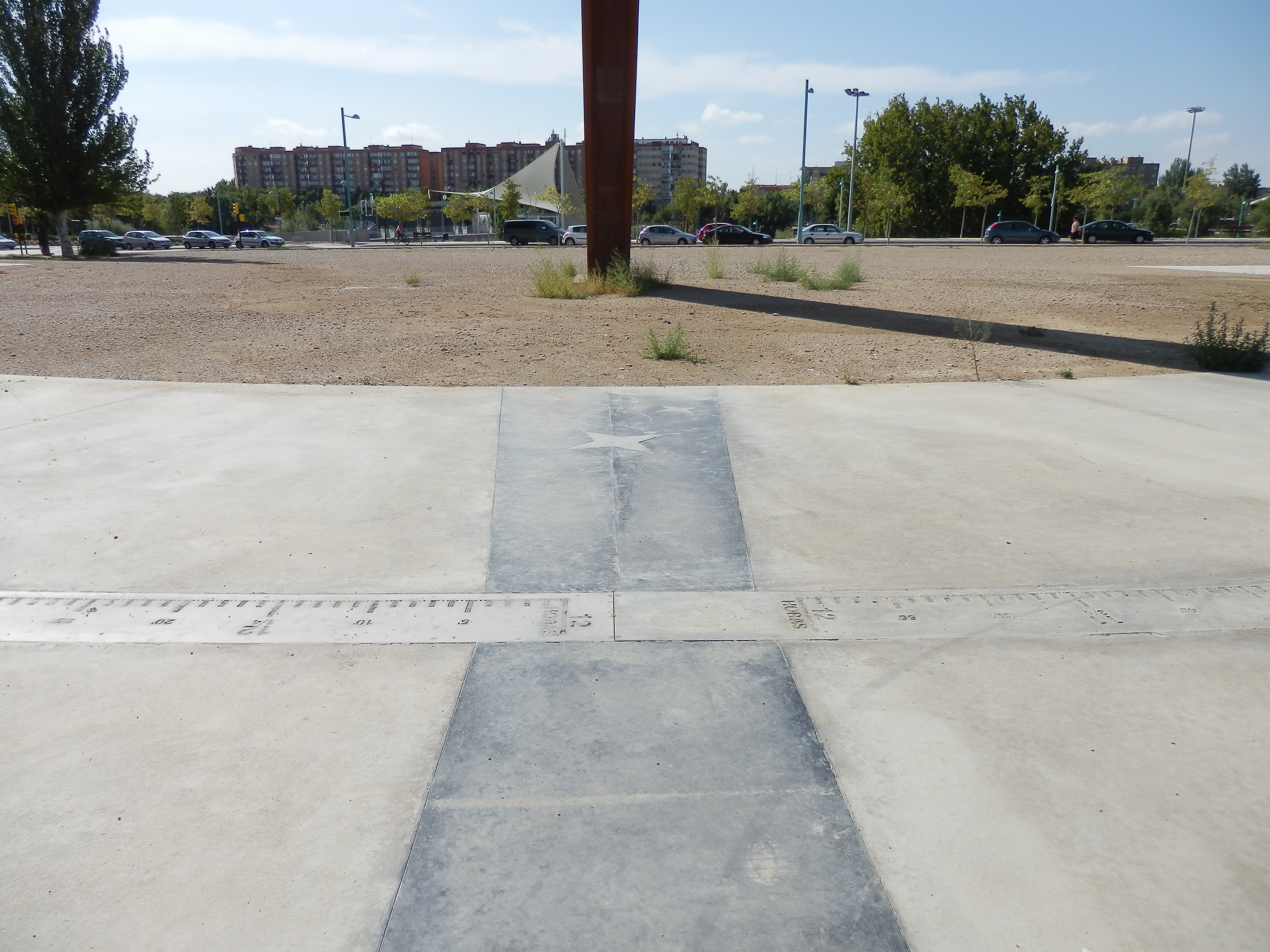
Dial del reloj que permite una precisión de 15 segundos.

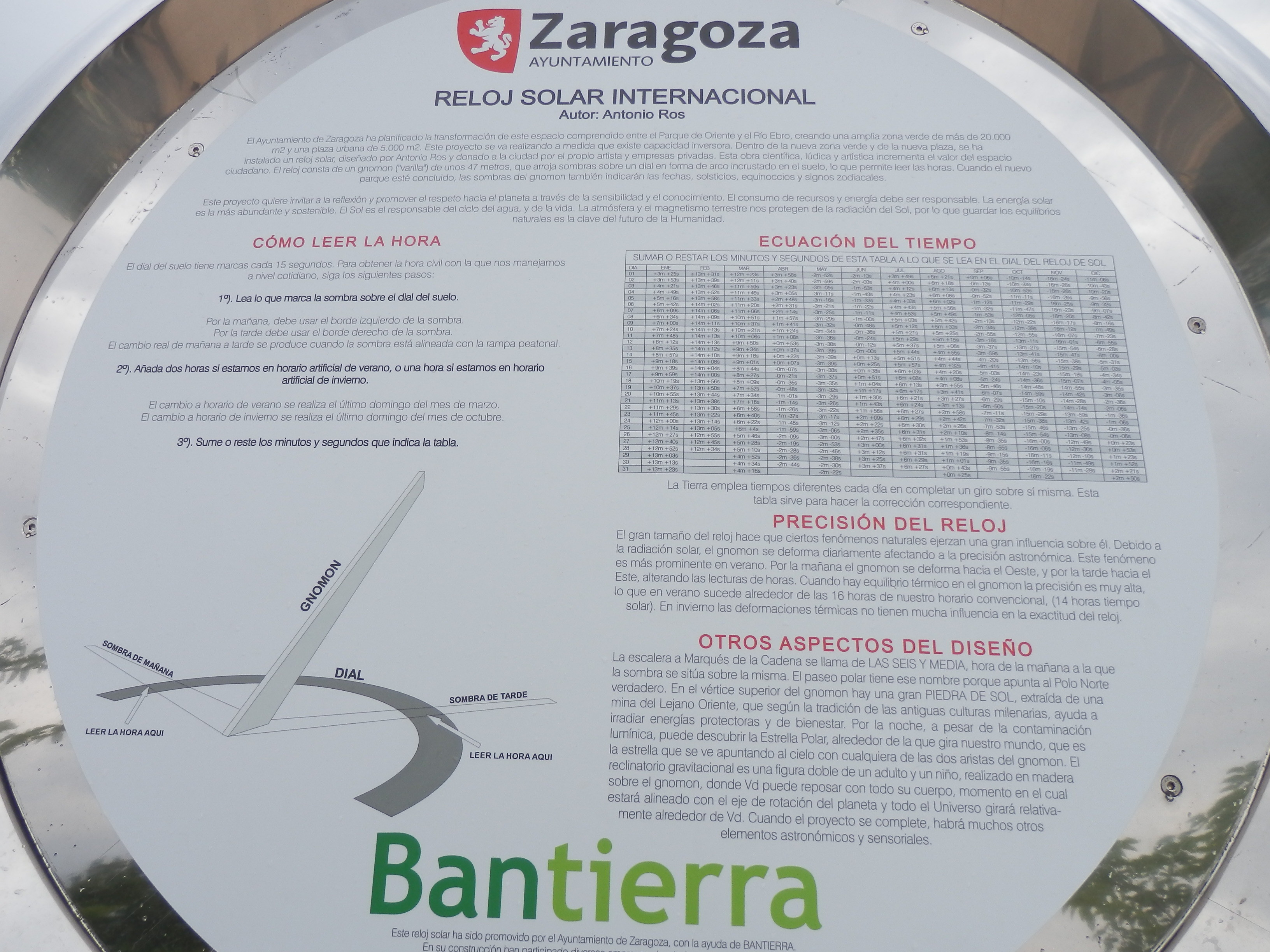
Instrucciones para leer la hora.

Puede llegar a proyectar una sombra de más de 500 metros de longitud, y la punta de dicha sombra puede moverse en ciertos días a una velocidad de 7 metros por minuto, lo que hace que su movimiento sea visible a simple vista.
La precisión de lectura del reloj es de unos 15 segundos, y está dotado para indicar con notable exactitud el signo zodiacal del momento y aproximadamente el día del año en que se está, así como para marcar, entre otras cosas, los cambios de estaciones, es decir, los equinoccios de primavera y otoño, y los solsticios de verano e invierno. Todos estos cálculos se pueden hacer de manera precisa gracias a la denominada Plaza del Reloj, que cuenta con un dial horario y símbolos astronómicos (un total de 3.000 marcas aproximadamente).

## Dimensiones
Base: 0,45 x 1,76 x 4,525 m.
Gnomon:
- longitud de 46 m.

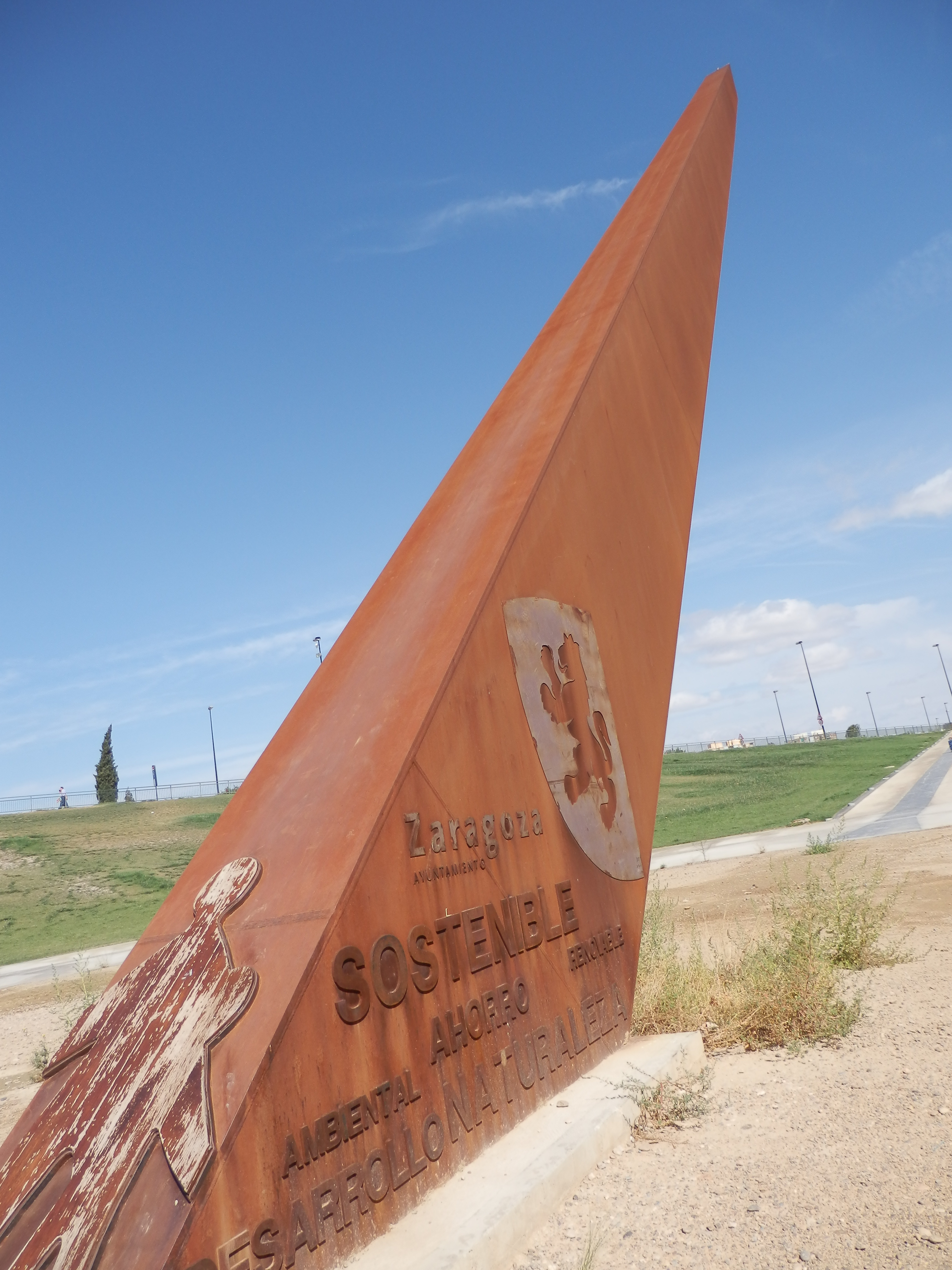

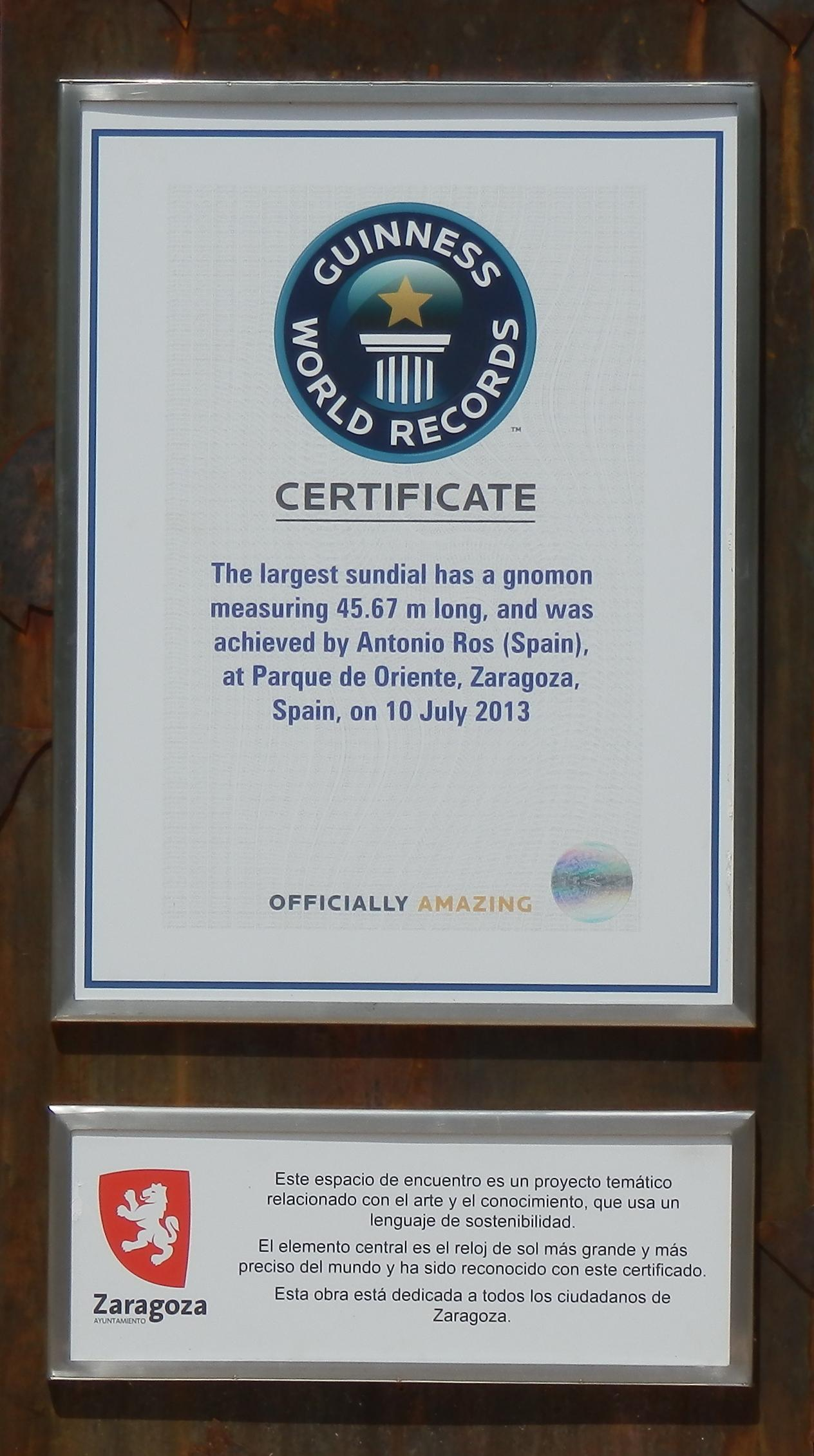
Certificado de Récord Guinnes del reloj solar Multicaja-Zaragoza emitido el 10 de julio de 2013.

- altura sobre el suelo de 30,343 m.
- anchura de 1 m.
- profundidad variable en altura, mayor en la zona baja y cada vez menor hasta el remate superior.[1]

En 2011 era el reloj solar más grande del mundo tras desbancar al reloj solar Disney's Giant Sundial en Lake Buena Vista, Florida y al de Jaipur (India), creado hacia 1730 y de 27 metros de altura.
El 10 de julio de 2013 la empresa Guinness World Record certificó que era el reloj solar más grande del mundo.

## Materiales
Acero y hormigón en la cimentación y base.
Acero corten oxidado en el gnomon, la placa conmemorativa, el logotipo de Multicaja y el escudo de Zaragoza.
Madera en la silueta esquemática de un adulto y un niño pegada a la cara frontal o sur del gnomon.

## Emplazamiento
En la ampliación del Parque de Oriente junto al Puente de la Unión y en las proximidades del Puerto Fluvial de Vadorrey y la calle Balbino Orensanz de Zaragoza.

## Financiación
El Reloj Solar Multicaja-Zaragoza fue promovido por el Ayuntamiento de Zaragoza con dinero del Fondo Estatal de Inversión Local 2009 y la ayuda de Multicaja.
El Reloj Solar es propiedad del Ayuntamiento de Zaragoza.